# Skylab 2
Skylab 2 (también llamada SL-2 o SLM-1) fue la primera misión tripulada con destino a Skylab, la primera estación espacial estadounidense. Fue lanzada el 25 de mayo de 1973 con una tripulación de tres hombres (los astronautas Charles Conrad, Paul Weitz y Joseph Kerwin) a bordo de una nave Apolo con un cohete Saturno IB. La denominación Skylab 1se usa también para el módulo utilizado para esta misión. La misión Skylab 1 impuso una nueva marca de duración de vuelo espacial tripulado y su tripulación fue la primera en ocupar una estación espacial y regresar con vida a la Tierra, ya que la tripulación de la misión Soyuz 11 de la URSS fue la única que logró acceder a una estación espacial (la estación Saliut 1) previamente a las misiones Skylab pero falleció en el reingreso.
Las misiones tripuladas con destino a la estación espacial Skylab fueron oficialmente llamadas Skylab 1, Skylab 3 y Skylab 4, siendo Skylab 1 el nombre de la propia estación espacial. Sin embargo un error de comunicación provocó que los emblemas de las misiones tuvieran la numeración Skylab I, Skylab II, y Skylab 3 respectivamente·.

## Tripulación
| Función           | Astronauta                                        |                                                   |
| ----------------- | ------------------------------------------------- | ------------------------------------------------- |
| Comandante        | Charles Conrad, NASA cuarto vuelo espacial        | Charles Conrad, NASA cuarto vuelo espacial        |
| Piloto            | Paul Weitz, NASA primer vuelo espacial            | Paul Weitz, NASA primer vuelo espacial            |
| Piloto científico | Joseph Kerwin, NASA primer y único vuelo espacial | Joseph Kerwin, NASA primer y único vuelo espacial |

### Tripulación de reserva
| Función           | Astronauta           |                      |
| ----------------- | -------------------- | -------------------- |
| Comandante        | Russell Schweickart  | Russell Schweickart  |
| Piloto            | Bruce McCandless, II | Bruce McCandless, II |
| Piloto científico | Story Musgrave       | Story Musgrave       |

### Tripulación de apoyo
- Robert Crippen
- Richard Truly
- Henry Hartsfield, Jr
- William Thornton

## Parámetros de la misión
- Masa : 19 979 kg
- Altitud máxima : 440 km
- Distancia :  18 536 730,9 km
- Lanzador : Saturn IB

- Perihelio : 428 km
- Apogeo : 438 km
- Inclinación orbital : 50°
- Periodo : 93,2 min

### Actividad extravehicular
- EVA 1 (realizada desde la escotilla lateral del CM)
  - Astronautas participantes:Weitz
  - EVA 1 Comienzo : 26 de mayo de 1973, 00:40 UTC
  - EVA 1 Final : 26 de mayo 01:20 UTC
  - Duración : 40 minutos

- EVA 2
  - Astronautas participantes: Conrad y Kerwin
  - EVA 2 Comienzo : 7 de junio de 1973, 15:15 UTC
  - EVA 2 Final : 7 de junio 18:40 UTC
  - Duración : 3 horas, 25 minutos

- EVA 3
  - Astronautas participantes: Conrad y Weitz
  - EVA 3 Comienzo : 19 de junio de 1973, 10:55 UTC
  - EVA 3 Final : 19 de junio 12:31 UTC
  - Duración : 1 hora, 36 minutos

## Desarrollo de la misión
La misión Skylab 2 lanzada el 25 de mayo de 1973 fue la primera misión tripulada de la estación espacial Skylab, su objetivo principal era reparar la muy dañada estación espacial para que las siguientes tripulaciones que la utilizarían pudieran trabajar en las tareas para las que estaba originalmente prevista. La estación Skylab había sufrido graves daños que la hacían casi inhabitable durante su puesta en órbita, su escudo de protección anti-meteoritos y de protección térmica y uno de los dos paneles solares principales fueron arrancados de la nave durante el despegue, mientras que el panel solar restante se encontraba bloqueado. Sin escudo térmico y con la potencia eléctrica disminuida la climatización del módulo era imposible y la temperatura interior alcanzaba los 49 °C. La tripulación sabía que debía trabajar rápido ya que las elevadas temperaturas en el interior de la estación provocaban la liberación de substancias tóxicas que dañarían ciertos equipos y los alimentos embarcados.

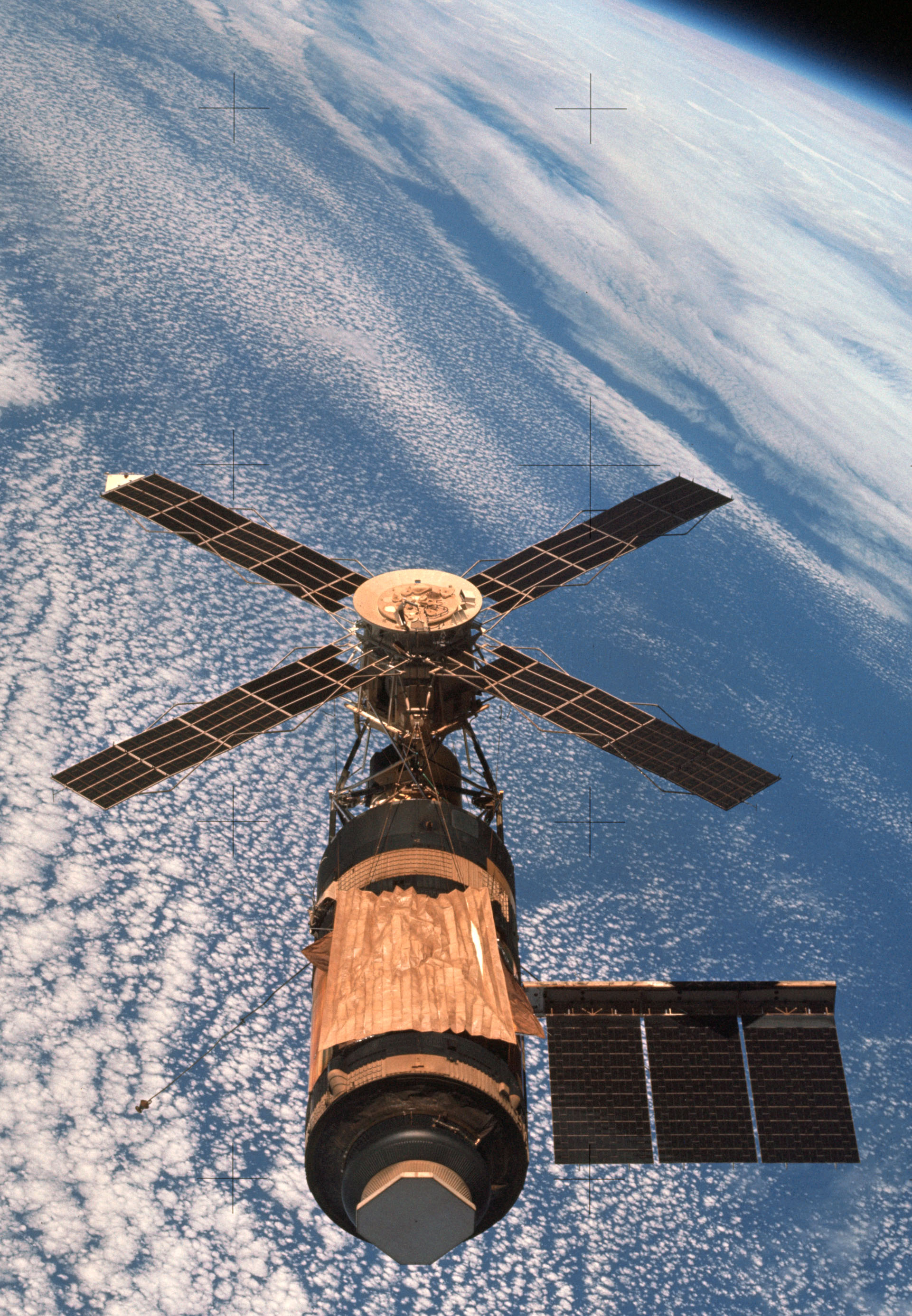
Skylab en órbita, amputado de uno de sus paneles solares. La placa dorada es el escudo térmico agregado durante las reparaciones.

Los trabajos de reparación tuvieron problemas incluso desde antes de llegar a la estación espacial ya que los astronautas realizaron una peligrosa misión EVA desde su módulo de mando (o CM por sus siglas en inglés) mientras sobrevolaban la estación. Durante esta misión Weitz intentó sin éxito desplegar el panel solar que se encontraba bloqueado desde la escotilla lateral del CM, mientras que Kerwin lo sostenía por las piernas. La salida extravehicular consumió casi todo el combustible de nitrógeno del módulo de mando por lo que debieron usar una técnica auxiliar para anclar el CM a Skylab. Una vez dentro de la estación espacial los astronautas desplegaron una malla protectora de reemplazo para provocar el descenso de la temperatura. El sistema improvisado funcionó y la nave se volvió habitable, sin embargo la temperatura bajó demasiado para la comodidad de los astronautas. Dos semanas más tarde Conrad y Kerwin consiguieron liberar el panel solar bloqueado en una segunda misión EVA, lo que aumentó la potencia eléctrica disponible. Sin este panel solar las siguientes misiones Skylab no hubieran podido realizar sus principales experimentos y el sistema crítico de la batería de la estación se hubieran dañado seriamente.
Durante un mes aproximadamente se hicieron otras reparaciones, se desarrollaron experimentos en medicina, se recogieron datos científicos sobre la Tierra y el Sol y se efectuaron un total de 392 horas de experimentos. La misión monitoreó durante dos minutos una enorme erupción solar y se tomaron alrededor de 29 000 fotos del Sol gracias al Apollo Telescope Mount, el observatorio solar de la estación. La misión terminó exitosamente el 22 de junio de 1973, cuando Skylab 2 amerizó en el océano Pacífico a 9,6 kilómetros del portaaviones USS Ticonderoga. 
Skylab 2 impuso varios récords, entre ellos el del vuelo espacial habitado más largo, la distancia más larga recorrida y la masa más grande anclada en el espacio. Conrad estableció además el récord del mayor tiempo acumulado en el espacio para un astronauta.

## Insignia de la misión
La insignia de la expedición Skylab Expedition 1 fue concebida por Kelly Freas, un artista muy reconocido en la comunidad de la ciencia ficción, el cual fue sugerido a la NASA por el autor de ciencia ficción Ben Bova. La insignia muestra la estación Skylab sobre la Tierra con el Sol en un segundo plano. En un artículo para la revista Analog Science Fiction, Freas declaró: « Entre las sugerencias que los astronautas hicieron, estaba la idea de un eclipse solar visto desde Skylab. Esta idea permitía resolver varios problemas a la vez: marcaba la función de Skylab de estudiar el Sol, me daba la forma redonda de la Tierra en contraste con la angularidad de la estación espacial y establecía firmemente la conexión entre Skylab y la Tierra. Además, daba la oportunidad de conseguir el contraste en los colores para que hubiera una buena visibilidad de la minúscula insignia una vez finálizada... Hice varios estudios del patrón de las nubes sobre el planeta, reduciéndolas finalmente a pequeños remolinos estilizados. Skylab fue simplificado y simplificado nuevamente, hasta que se volvió simplemente una forma negra con una luz blanca para compensarlo. »
| Predecesor: Apolo 17 | Programa Skylab 1973 | Sucesor: Skylab 3 |

### Multimedia
- Onboard flight film from the Skylab 2 mission

- Datos: Q684467
- Multimedia: Skylab 2 / Q684467